# Arnières-sur-Iton
Arnières-sur-Iton är en kommun i departementet Eure i regionen Normandie i norra Frankrike. Kommunen ligger i kantonen Évreux-Ouest som tillhör arrondissementet Évreux. År 2022 hade Arnières-sur-Iton 1 651 invånare.

## Befolkningsutveckling
Antalet invånare i kommunen Arnières-sur-Iton
Referens:INSEE